# Hrabstwo Pierce (Dakota Północna)

Piramida wieku hrabstwa

Hrabstwo Pierce (ang. Pierce County) to hrabstwo w stanie Dakota Północna w Stanach Zjednoczonych. Hrabstwo zajmuje powierzchnię 2 802,78 km². Według szacunków United States Census Bureau w roku 2006 liczyło 4 221 mieszkańców. Siedzibą administracji hrabstwa jest miasto Rugby.

## Miejscowości
- Balta
- Rugby
- Wolford

## CDP
- Barton
- Orrin
- Selz